# Vestalis gracilis
Vestalis gracilis – gatunek ważki z rodziny świteziankowatych (Calopterygidae).